# Мохаммадифар, Вахиде
Вахиде  Мохаддифар (وحیده محمدی‌فر) —   (1969-2023) иранская сценаристка, драматург и художник по костюмам в кино.

## Биография
Родилась в 1969 году.
Она изучала психологию в Тегеранском университете. В 1997 году по окончании учёбы дебютировала в кинематографе в фильме «Лейла», режиссёром которого был Дариюш Мехрджуи. Мехрджуи расстался с архитектором и сценографом Фарьяр Джавахериан и женился на Вахиде. В этом браке родилась дочь Мона.
Автор сценария к 10 фильмам, среди которых «Гость мамы» (2004), «Сантури» (2007), «Тегеран, Тегеран» (2010), «Оранжевый костюм» (2012; номинация на премию лучшему сценаристу на кинофестивале Фаджр), «Как хорошо, что ты вернулся» (2012), «Призрак» (2014), LA Minor (2022).
Вахиде  и её муж Мехрджуи были убиты в ночь на 14 октября 2023 года на своей вилле в Кередже. Их дочь сообщила об инциденте в полицию.
Перед этим инцидентом Вахиде  Мохаддифар сообщила на своей личной странице в Instagram об угрозах «неизвестного человека с неиранским акцентом» с ножом из-за двери их дома.  Она также написала, что они были ограблены в последние недели. Спустя несколько дней убийца был арестован местной полицией.